# Meioneta bermudensis
Meioneta bermudensis är en spindelart som först beskrevs av Embrik Strand 1906.  Meioneta bermudensis ingår i släktet Meioneta och familjen täckvävarspindlar.
Artens utbredningsområde är Bermuda. Inga underarter finns listade i Catalogue of Life.